# 수호전: 천명의 맹세
수호전·천명의 맹세(水滸伝・天命の誓い, Bandit Kings of Ancient China)는 코에이가 개발하고 출시한 턴제 전략 비디오 게임이다. 1989년에는 MSX, MS-DOS, 아미가, 매킨토시용으로, 1990년에는 패밀리 컴퓨터용으로 출시되었다. 1996년에 코에이는 크게 향상된 그래픽과 원곡의 새로운 편곡을 특징으로 하는 일본 세가 새턴과 플레이스테이션용 리메이크를 발표했다.